# Jun Dongdzsu
Jun Dongdzsu (hangul: 윤동주, handzsa: 尹東柱, RR: Yun Dong-ju; 1917. december 30. – 1945. február 16.) koreai költő. Egyetlen verseskötete jelent meg, Az ég, a szél, a csillagok és a vers (Hanulgva paramgva pjolgva si (하늘과 바람과 별과 시, Haneulgwa baramgwa byeolgwa si)) címmel, halála után; ennek ellenére a koreai költészet egyik legfontosabb költőjeként tartják számon.
2011-ben musical készült életéről, 2016-ban pedig Dongju: The Portrait of a Poet címmel I Dzsunik (Lee Jun-ik) rendezett fekete-fehér játékfilmet.

## Élete
Lungcsing (Longqing) (koreaiul 룽징, Rungdzsing (Rungjing) vagy 룡정 Rjongdzsong (Ryongjeong)) városában született a mai Csilin (Jilin) tartományban, Kína Jenpien (Yanbian) Koreai Autonóm Prefektúrájában. Apja adta neki gyerekkorában a Hehvan (해환, 海煥; „napként ragyogó”, Haehwan) becenevet, melyet később írói álnévként használt. Korán elkezdett verseket írni, első költeményeit a Khathollik szonjon (Kateollik sonyeon) (가톨릭 소년, „Katolikus ifjúság”) című lap közölte le 1936-ban. Gyermekverseit a Csoszon ilbo (Joseon Ilbo) is közölte. Felsőfokú tanulmányait a Jonhi (Yonhui) Technikumban (ma Jonsze (Yonsei) Egyetem) kezdte meg, majd Japánba utazott, ahol először Tokióban, majd Kiotóban folytatta a tanulmányait angol nyelv és irodalom szakon. 1943-ban letartóztatták, azzal vádolták, hogy részt vett a koreai diákok japánellenes mozgalmában. Két év börtönre ítélték Fukuokában, ahol 1945-ben meghalt, miután hosszabb ideig ismeretlen eredetű (feltehetően kísérleti) injekciókat kapott. A költőt elhamvasztották, maradványait szülővárosában temették el.